# Linger (chanson)
Pour les articles homonymes, voir Linger.
Singles de The Cranberries
Dreams Zombie

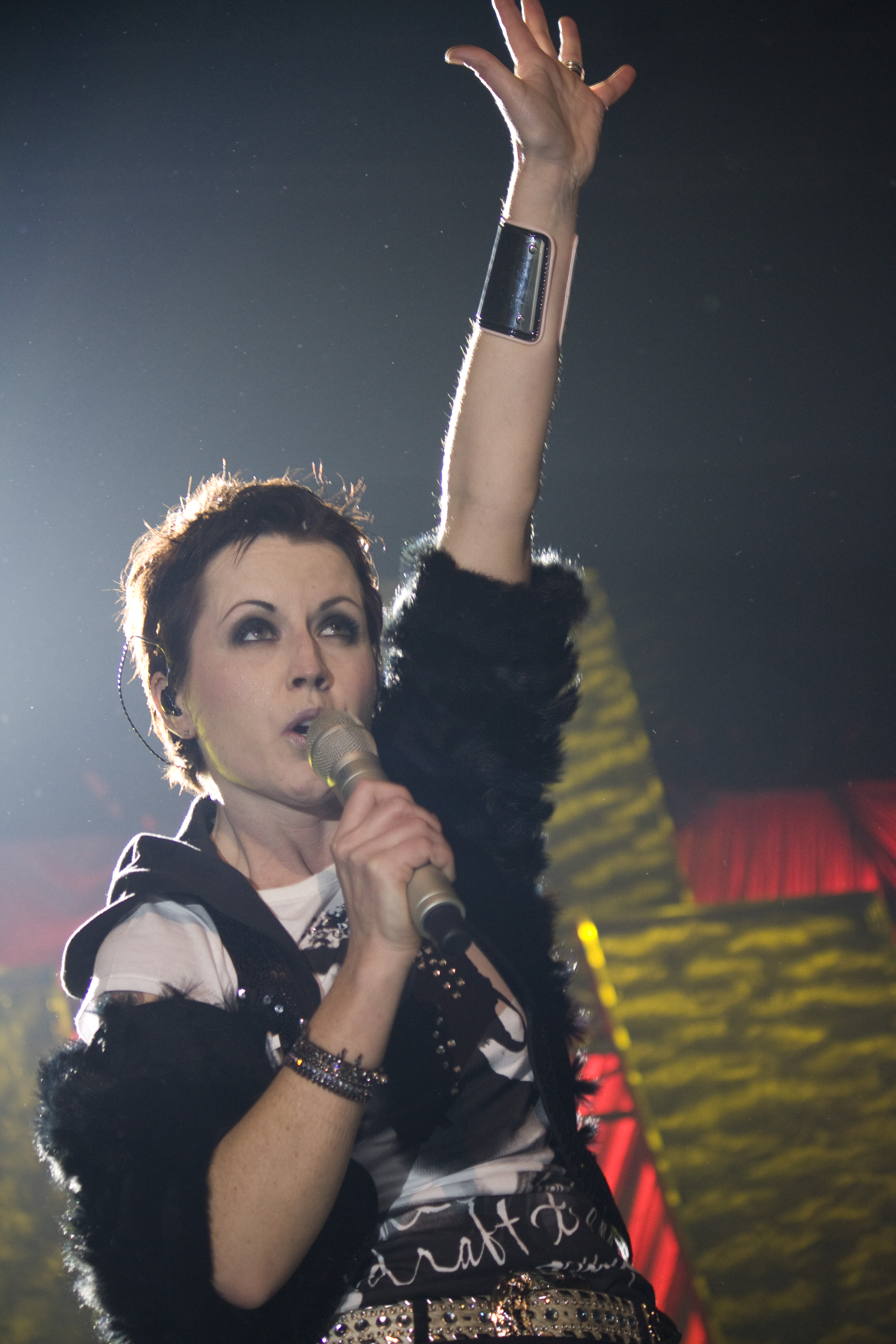
Les Cranberries en concert t Barcelona en 2010

Linger est une chanson des Cranberries, composée par Noel Hogan et écrite par Dolores O'Riordan en 1990 et sortie en 1993. Il s'agit de la toute première chanson des Cranberries, elle est dédiée au premier amour de Dolores O'Riordan, un soldat de 17 ans.

## Single
CD :
- Linger (Album Version)
- Liar (Non Album)
- Them (Non Album)
- Reason (Non Album)

45 tours :
- Linger/Dreams
- Linger/Them

## Culture populaire
- Linger arrive en 86e position des 100 plus grands morceaux des années 1990 de VH1.
- Dans le film Click : Télécommandez votre vie, Linger est mentionné comme la chanson préférée de Michael Newman et de sa femme. Elle est jouée dans deux scènes du film, dont une où Dolores O'Riordan fait un caméo.